# Terras Altas Orientais
| Terras Altas Orientais                                      |                     |
| Bendeira de Terras Altas Orientais · Terras Altas Orientais |                     |
| População                                                   | 579,825 hab. (2011) |
| Superfície                                                  | 11 200 km²          |
| Densidade populacional                                      |                     |
| Principal cidade                                            | Goroka              |
| Gouvernador                                                 | Malcolm Smith Kela  |

Terras Altas Orientais (Eastern Highlands em inglês) é uma das 20 províncias da Papua-Nova Guiné.